# Уберландија
Уберландија (порт. Uberlândia) град је у Бразилу у савезној држави Минас Жераис. Према процени из 2007. у граду је живело 608.369 становника.

## Становништво
Према процени из 2007. године у граду је живело 608.369 становника.
| 1991.   | 2000.   |
| ------- | ------- |
| 367,061 | 501,214 |